# Le'Andria Johnson
Le'Andria Delores Johnson (Palatka, 23 gennaio 1983) è una cantautrice statunitense.

## Biografia
Le'Andria Johnson è salita alla ribalta nel 2010, dopo aver vinto la terza edizione di Sunday Best. L'anno seguente ha pubblicato l'album  The Awakening of Le'Andria Johnson, piazzatosi rispettivamente primo e 24° nella Top Gospel Albums e nella Billboard 200. È stato trainato dal singolo Jesus, che le ha fruttato un Grammy Award come Miglior interpretazione gospel/cristiana contemporanea. Nel 2013 ha vinto due Stellar Awards.
Il secondo disco della cantante, intitolato The Experience, è uscito nel 2012 ed è stato candidato ai NAACP Image Awards. È stato seguito nel 2017 da Bigger than Me, divenuto il secondo album numero uno della cantante nella Top Gospel Albums. Nel 2016 ha partecipato al reality Preachers of Atlanta.

## Discografia

### Album in studio
- 2011 – The Awakening of Le'Andria Johnson
- 2012 – The Experience
- 2017 – Bigger than Me

### EP
- 2011 – Christmas Best
- 2012 – The Evolution of Le'Andria Johnson

### Singoli
- 2011 – Jesus
- 2012 – It's Gonna Be Alright
- 2016 – Better Days